# Mieczysław Lewandowski
Mieczysław Lewandowski (ur. 9 maja 1933 w Lutocinie, zm. 9 marca 2017) – polski inżynier i urzędnik kolejowy.

## Życiorys
W 1955 ukończył studia na Wydziale Budownictwa Lądowego Politechniki Gdańskiej i podjął pracę w przedsiębiorstwie PKP, w którym pełnił następujące funkcje: kontrolera w Oddziale Drogowym w Bydgoszczy (1955-1960), naczelnika Oddziału Drogowego w Toruniu (1960-1966), zastępcy naczelnika Zarządu Drogowego DOKP w Gdańsku (1966-1969) i naczelnika tamtejszego Biura Inwestycji (1969-1972), zastępcy naczelnego dyrektora okręgu ds. utrzymania i inwestycji we Wrocławiu (1972-1990) i naczelnego dyrektora Dolnośląskiego Okręgu Kolei Państwowych we Wrocławiu (1990-1994). Na emeryturze uczestniczył w odbiorach robót nawierzchniowych nowo powstałego Toru doświadczalnego Instytutu Kolejnictwa pod Żmigrodem (1996). Działalność zawodową poświęcił modernizacji i elektryfikacji kolejnictwa, a także unowocześnianiu stacji rozrządowych.
Długoletni Prezes Zarządu Oddziału Stowarzyszenie Inżynierów i Techników Komunikacji RP we Wrocławiu.
Odznaczony licznymi odznaczeniami resorowymi i państwowymi, m.in.: 
- Odznaką „Racjonalizator Produkcji” (1977)
- Srebrną i Złotą Odznaką "Za Zasługi dla Transportu" (1976, 1993)
- Srebrnym i Złotym Krzyżem Zasługi (1968, 1974)
- Krzyżem Kawalerskim i Oficerskim Orderu Odrodzenia Polski (1980, 1987)
- Odznaką tytułu honorowego „Zasłużony Kolejarz PRL” (1987)[1]